# Vládci arktických útesů
Vládci arktických útesů (v anglickém originále Arctic Cliffhangers) je kanadský dokumentární cyklus provázený biologem Stevem Smithem. Steve se zde vydává na útesy do kanadské Arktidy, kde pozoruje ptačí kolonie. Cyklus měl premiéru v roce 2010.